# Eucera spurcatipes
Eucera spurcatipes är en biart som beskrevs av Pérez 1911. Eucera spurcatipes ingår i släktet långhornsbin, och familjen långtungebin. Inga underarter finns listade i Catalogue of Life.